# Oberems
Oberems (Emèse le Haut en français) est une commune suisse du canton du Valais, située dans le district de Loèche. Le village compte 139 habitants au 31 décembre 2023.

## Géographie
Le village d'Oberems est situé sur une terrasse surplombant l'entrée du val de Tourtemagne dans la vallée du Rhône. Outre Oberems, la commune est constituée des hameaux d'Ahorn (1 km à l'ouest d'Oberems) et Gruben/Meiden (à 8 km dans la vallée de Tourtemagne).
Le territoire d'Oberems s'étend sur 50,27 km2. Lors du relevé de 2013-2018, les surfaces d'habitations et d'infrastructures représentaient 0,6 % de sa superficie, les surfaces agricoles 18,8 %, les surfaces boisées 21,0 % et les surfaces improductives 59,5 %.

## Histoire
Oberems est mentionné pour la première fois en 1101 sous le nom de superiori Emesa.
Oberems enregistre le plus de votes « Oui » de toutes les communes suisses lors du Référendum sur le mariage pour tous en Suisse en septembre 2021 avec 85,7 % des votants.

## Démographie

### Évolution de la population
Oberems compte 139 habitants au 31 décembre 2023 pour une densité de population de 3 hab/km2. Sur la période 2010-2023, sa population a augmenté de 3,0 % (canton : 17,0 % ; Suisse : 9,4 %).  

### Pyramide des âges
En 2023, le taux de personnes de moins de 30 ans s'élève à 24,8 %, au-dessous de la valeur cantonale (31 %). Le taux de personnes de plus de 60 ans est quant à lui de 40 %, alors qu'il est de 27,5 % au niveau cantonal.
La même année, la commune compte 62 hommes pour 77 femmes, soit un taux de 44,6 % d'hommes, inférieur à celui du canton (49,9 %).
| Hommes | Classe d’âge | Femmes |
| ------ | ------------ | ------ |
| 0,0    | 90 ans ou +  | 5,2    |
| 19,4   | 75 à 89 ans  | 19,5   |
| 17,7   | 60 à 74 ans  | 18,2   |
| 25,8   | 45 à 59 ans  | 23,4   |
| 9,7    | 30 à 44 ans  | 11,7   |
| 19,4   | 15 à 29 ans  | 16,9   |
| 8,1    | - de 14 ans  | 5,2    |

| Hommes | Classe d’âge | Femmes |
| ------ | ------------ | ------ |
| 0,6    | 90 ans ou +  | 1,3    |
| 8,0    | 75 à 89 ans  | 10,1   |
| 17,1   | 60 à 74 ans  | 17,9   |
| 21,0   | 45 à 59 ans  | 20,7   |
| 21,3   | 30 à 44 ans  | 20,1   |
| 17,3   | 15 à 29 ans  | 16,0   |
| 14,7   | - de 14 ans  | 14,0   |